# ガルベストン (曲)
「ガルベストン」（Galveston）は、グレン・キャンベルが1969年に発表したシングル。

## 概要

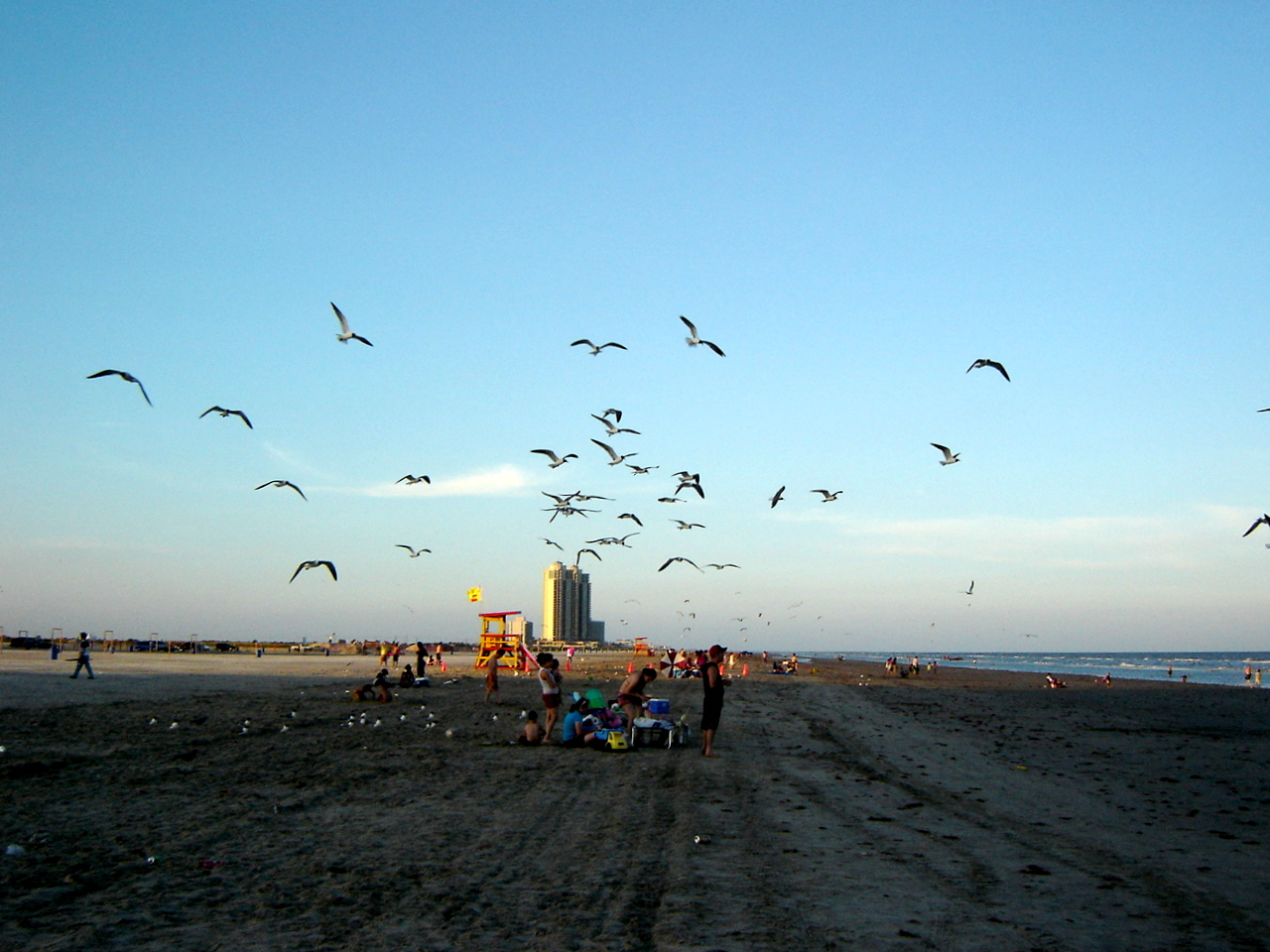
テキサス州ガルベストンの海岸

ハワイアン歌手のドン・ホーが1968年に発表したバージョンがオリジナルである。シングル「Has Anybody Lost a Love?」のB面曲として最初に世に出た。作詞・作曲はジミー・ウェッブ。
1969年2月24日にグレン・キャンベルが発表したバージョンはビルボード・Hot 100で4位を獲得。また、ビルボードのカントリー・チャート、イージーリスニング・チャートでそれぞれ1位を獲得した。その年のビルボード年間チャート59位を記録し、ゴールドディスクに輝いた。同年3月には本作品をタイトルにしたアルバムが発売された。
「ガルベストン」とはテキサス州南東部にある島内都市のことで、ハリケーン常襲地帯と知られる。この歌は実際にガルベストンの浜辺で書かれたという。ジミー・ウェッブはそこで
「恋人を残して米西戦争（1898年）を戦った兵士の話」を書くことを思いつく。なお当時はベトナム戦争の真っ只中であったため、本作品は一般に反戦歌ととらえられた。
ウェッブは1972年発売のアルバム『Letters』でセルフカバーを行っている。ライブ・アルバム『Live and at Large』（2007年）でも取り上げ、『Just Across the River』（2010年）ではルシンダ・ウィリアムスと共に歌っている。